# هيلينا ميسا
هيلينا ميسا (بالإنجليزية: Helena Mesa)‏ هي كاتِبة وشاعرة أمريكية، ولدت في 1972 في بيتسبرغ في الولايات المتحدة.